# Жолек
Жоле́к (каз. Жөлек) — село у складі Шиєлійського району Кизилординської області Казахстану. Адміністративний центр Жолецького сільського округу.
У радянські часи село називалось Жулек.
Населення — 1526 осіб (2021; 1611 у 2009, 1548 у 1999, 1610 у 1989).